# 张宇 (摄影家)
张宇（1947年—），男，广东五华人，中国摄影家，曾任中国摄影家协会副主席，福建省文联副主席。